# Pablo Óscar Rotchen
Pablo Rotchen (Buenos Aires, 23 d'abril de 1973) és un exfutbolista argentí, que ocupava la posició de defensa.

## Trajectòria
Es va iniciar al Club Atlético Independiente del seu país, on va romandre durant set anys abans de fitxar pel RCD Espanyol. Al club català hi va militar tres temporades, fins que el 2002 va marxar al Monterrey, equip mexicà on es va retirar el 2005.

### Internacional
Rotchen va ser quatre vegades internacional amb la selecció de futbol de l'Argentina. Va formar part del combinat del seu país que va acudir a la Copa Amèrica de 1997.

## Palmarès
Rotchen ha guanyat els següents títols:
- Clausura 1994
- Supercopa Sudamericana 1994, 1995
- Recopa Sudamericana 1995
- Copa del Rei 2000
- Clausura 2003